# Pools Requiem
Het Pools Requiem is een compositie van de Poolse componist Krzysztof Penderecki.

## Geschiedenis
Gedurende de jaren zeventig bevonden de Polen in een benarde situatie. Regelmatig vonden stakingen plaats om een betere leef- en voedselsituatie; deze werden net zo hard weer gebroken en neergeslagen door het communistische regime. Er kwam wel wisseling van regering, maar deze bleek net zo hard op te treden als de vorige. In 1979 vond dan een grote opstand plaats in de haven van Gdańsk met Lech Wałęsa en ook die opstand werd neergeslagen door het leger. Het was echter wel de tijd van de oprichting van Solidarność, een vakbond en later politieke partij die ondergronds moest werken. Tegelijkertijd vond er nog steeds onderdrukking plaats van het nationaal geloof van de Polen; het katholicisme. En dat terwijl de jongste geschiedenis van Polen en de Polen toch al niet rooskleurig was; het land was een speelbal tussen Duitsland en Rusland; werd getroffen door een massale volkerenmoord op de Joden; Warschau werd bijna geheel platgebombardeerd; en de Russen die het land "bevrijden" vonden de Polen een tweederangs volk. Kortom de geschiedenis was verschrikkelijk.

Tegelijkertijd was er geen uitzicht op een verbetering in de toekomst. Het bewind van Wojciech Jaruzelski beloofde geen verbetering en Rusland dreigde met ingrijpen zoals in Hongarije (1956) en Tsjecho-Slowakije (1968) als het communistisch regime dreigde te vallen.
In deze trieste en uitzichtloze tijdperk begin Penderecki aan wat later een van zijn magna opera zou worden: het Pools Requiem. Het werk nam drie jaar in beslag en ondertussen componeerde Penderecki ook nog andere werken. Het werk vorderde dermate langzaam en Penderecki was al zo populair dat gedeelten van het uiteindelijke requiem als aparte composities werden uitgevoerd (hetgeen nog steeds kan).

## Compositie
Het anderhalf uur durend werk kent de gebruikelijk indeling van een requiem, want Penderecki was inmiddels teruggekeerd naar de klassieke muziek van de late 19e eeuw; laat-romantiek. De samenstelling van het ensemble van uitvoering is dan ook groot; solisten, koor en groot symfonieorkest zijn nodig om dit werk te kunnen uitvoeren.

### Delen
1. Introitus
2. Kyrie
3. Dies Irae
4. Tuba mirum
5. Mors stupebit
6. Quid sum miser
7. Rex tremendae
8. Recordare, Jesu pie
9. Ingemisco tanquam reus
10. Lacrimosa
11. Sanctus
12. Agnus Dei
13. Lux Aeterna
14. Libera me, Domine
15. Offertium
16. Finale: Libera animas.

Het eerste deel dat voltooid werd was het Lacrimosa (1980); het is geschreven ter nagedachtenis aan de slachtoffers van een opstand in Gdańsk in 1970 en het is ook geschreven voor Lech Wałęsa en Solidariteit. Daarna kwam het Agnus Dei gereed; het zou in één nacht geschreven zijn, nadat bekend werd dat de geliefde kardinaal Wyszyński overleed (1981). Daarop begon Penderecki aan het Recordare (1982); het sleuteldeel van het requiem. Het is geschreven ter nagedachtenis aan de Franciscaan Maximiliaan Kolbe, die zich opofferde in Auschwitz voor een andere ter dood veroordeelde, die nog vrouw en kinderen had. Het Dies irae werd in 1984 voltooid, het is ter nagedachtenis aan de opstand van 1 april 1944 in Warschau tegen de Duitse overheersing in de Tweede Wereldoorlog. Om nog te benadrukken dat het werk ging om de Polen zelf, verwerkte Penderecki een Pools volksliedje in het werk: Swiety Baze (Holy, almighty and eternal God, have mercy on us). In 1984 was dan het gehele werk als boven weergegeven klaar, behalve het Sanctus (1993), dat werd veel later alsnog ingevoegd.

## Premières
Doordat het werk zoveel tijd in beslag nam, vonden er diverse "premières" plaats. Op 23 november 1982 werd een deel van het requiem uitgevoerd in Washington. Op 28 september volgde dan het totale werk (exclusief Sanctus) in Stuttgart, door het Württembergse Radio- en Staatstheater, dat de opdracht tot het werk had gegeven vanwege het feit dat de Tweede Wereldoorlog 40 jaar geleden eindigde. Algemeen leider was toen Mstislav Rostropovitsj. Op 11 november 1993 vond dan de première plaats van het totale opus inclusief Sanctus en wel in Stockholm, ter gelegenheid van zijn 60e verjaardag. De componist dirigeerde zelf op het naar hem genoemde festival.

## Opnieuw toegevoegd
In 2005 volgde nog een deel, de Ciaconna; opnieuw een I.M.; ditmaal aan de toen net overleden Paus Johannes Paulus II.

## Discografie en Bron
- Uitgave Chandos; Koor en orkest van het Koninklijk Filharmonisch Orkest van Stockholm onder leiding van de componist; solisten Jadwiga Gadulanka (sopraan), Jadwiga Rappé (mezzosopraan), Zachos Terzakis (tenor) en Piotr Nowacki (bas).
- Uitgave Naxos; Filharmonisch Orkest van Warschau onder leiding van Antoni Wit met solisten Izabela Klozinska, wederom Rappé, Ryszard Minkiewicz en ook weer Nowacki.